# Pizarra (stacja kolejowa)
Pizarra (hiszp: Estación de Pizarra) – stacja kolejowa w miejscowości Pizarra, w prowincji Malaga we wspólnocie autonomicznej Andaluzja, w Hiszpanii. Obsługuje pociągi linii C-2 Cercanías Málaga przewoźnika Renfe.

## Położenie
Stacja znajduje się w km 162,7 linii Córdoba – Málaga, na wysokości 69 m n.p.m., pomiędzy stacjami El Chorro-Caminito del Rey i Álora.

## Historia
Stacja została uruchomiona 16 września 1865 wraz z otwarciem odcinka Malaga-Álora, linii Córdoba - Málaga. Prace zostały przeprowadzone przez Compañía del Ferrocarril de Córdoba a Málaga, która została utworzona do tego celu w 1861, jednak, ze względu na niską wydajność gospodarczą, nie przetrwała długo i zakończyła się integracją firmy w 1879 z Compañía de los Ferrocarriles Andaluces. w 1941 roku, w wyniku nacjonalizacji całej hiszpańskiej sieci kolejowej, stała się częścią RENFE.
Od 31 grudnia 2004 Renfe Operadora obsługuje linie kolejowe, podczas gdy Adif jest właścicielem obiektów kolejowych.

## Linie kolejowe
- Córdoba – Málaga